# Абдыкадыр
Абдыкадыр (каз. Әбдіқадыр, до 2007 г. — Ленинский Путь) — село в Жуалынском районе Жамбылской области Казахстана. Входит в состав Биликольского сельского округа. Код КАТО — 314237600.

## Население
В 1999 году население села составляло 252 человека (133 мужчины и 119 женщин). По данным переписи 2009 года, в селе проживало 313 человек (151 мужчина и 162 женщины).